# 笹島明夫
笹島 明夫（ささじま あきお、1952年 - ）は、日本のジャズ・ギタリスト。北海道函館市出身。

## 来歴
1977年に渡米し、現在はアメリカ・カリフォルニア州を拠点に活動している。アメリカの有名レーベルから、ロン・カーターやジョー・ヘンダーソンなどの大物ミュージシャンをゲストに迎えたリーダー作を数多くリリースしている実力派。また、海外の教則本の翻訳も手がけている他、自身の動画ページでのジャズギター講座も人気を集めている。

## ディスコグラフィー

### リーダー作
- Akio with Joe Henderson (Muse, 1988)
- Time Remembered (Muse, 1989)
- Akioustically Sound (Muse, 1991)
- Humpty Dumpty (Enja, 1993)
- Two for the Muse (ポニーキャニオン, 2006)
- Images Of Lennon/McCartney (Tonegold Records, 2015)

### DVD
- 『笹島明夫のジャズギター革命　誰でも弾けるジャズギター ブルース編』
- 『笹島明夫のジャズギター革命　誰でも弾けるCool Struttin' ブルース実践編 』

## 翻訳
- ハーベイ・ビンソン 『リード・ギター　ロック・メソッド・シリーズ』 日音楽譜出版社、1972年
- ハッピー・トラウム 『ブルーグラスギター』 シンコーミュージック、1998年
- ジャック・タトル 『ブルーグラス・マンドリン』 シンコーミュージック、1998年
- エリック・クリス 『バレルハウス&ブギー・ピアノ』 シンコーミュージック、1998年
- ウィリアム・リーヴィット 『バークリー/モダン・メソッド・ギター Vol.1』 エー・ティー・エヌ、2000年
- ウィリアム・リーヴィット 『バークリー/モダンメソッドギター Vol.2』 エー・ティー・エヌ、2002年
- キース・ジャレット 音楽のすべてを語る (JAZZ LIFE BOOKS) 単行本 – 1989/11